# EAN
European Article Number, EAN (в превод: Европейски номер на артикула), но след широкото му разпространение е известен също като Международен номер на артикула, International Article Number) е европейски стандарт за баркод (щрих код), предназначен за кодиране на идентификатора на стоката и на производителя. Той е надмножество на американския стандарт UPC.

## Стандартизация
Със стандартизацията и регистрацията на кодовете EAN отначало се занимава европейската асоциация EAN, като продължава развитието на стандартите, разработени от организациите UCC (Uniform Code Council, Inc.) в САЩ и ECCC (Electronic Commerce Council of Canada) в Канада. През 2005 г. тези организации се обединяват и образуват глобалната стандартизационна организация „GS1“.
Стандартът EAN е универсален за всички страни по света, а американската и канадската национални организации настойчиво препоръчват на всички търговски компании в своите страни да заменят остарялото оборудване и програмите, пригодени за UPC, с такива, способни да четат съвременните кодове EAN.
Разновидности на кода:
- EAN-8 (съкратен) – кодира се с 8 цифри.
- EAN-13 (пълен) – кодира се с 13 цифри (12 значещи + 1 контролна сума).
- EAN-128 – кодира всяко количество букви и цифри, обединени в регламентирани групи.

Кодовете EAN-8 и EAN-13 съдържат само цифри и никакви букви или други символи. Пример за такъв код: 2400000032632. С кода EAN-128 се кодира всяко количество букви и цифри по азбуката Code-128. Например: (00)353912345678(01)053987(15)051230, където групата (15) означава срок на годност 30 декември 2005 г.

## Вътрешна структура на кода EAN-13
По-подробно вътрешната структура на кода се разглежда в статията Universal Product Code. Основната разлика между тези кодове е във вътрешната организация – в механизма за изчисление на тринадесетата цифра и почти несъществената промяна в изчисляването на контролното число, като се вземе предвид тази 13-а цифра

## Интересни факти
- Някои книги имат код с префикса на страната, а не 978.
- Някои периодични издания имат код с префикса на страната, а не 977.
- Някои стоки едновременно имат и код EAN, и код UPC.